# 38960 Yeungchihung
38960 Yeungchihung è un asteroide della fascia principale. Scoperto nel 2000, presenta un'orbita caratterizzata da un semiasse maggiore pari a 3,0327126 UA e da un'eccentricità di 0,2830225, inclinata di 1,19024° rispetto all'eclittica.